# Wilhelm Maixner
Wilhelm Maixner (* 12. Mai 1877 in Olbersdorf, Bezirk Landskron, Böhmen; † 14. April 1941 in Landskron, Reichsgau Sudetenland) war ein deutschböhmischer Politiker in Österreich-Ungarn, der Tschechoslowakei und im Reichsgau Sudetenland.
Als Mitglied der Deutschen Agrarpartei war er von 1911 bis 1918 Abgeordneter zum österreichischen Reichsrat, anschließend 1918/19 Mitglied der Provisorischen Nationalversammlung für Deutschösterreich und im Oktober 1918 Landeshauptmann-Stellvertreter der kurzlebigen Provinz Deutschböhmen. Von 1935 bis 1938 war er Mitglied des tschechoslowakischen Senats für die Sudetendeutsche Partei und nach der Annexion des Sudetenlands durch NS-Deutschland von 1938 bis 1941 Bürgermeister von Olbersdorf.

## Ausbildung und Beruf
Nach dem Besuch der Volksschule ging er an ein Untergymnasium und danach an eine landwirtschaftliche Mittelschule. Er wurde Landwirt und Erbgerichtsbesitzer.

## Politische Funktionen
- 1908–1913: Abgeordneter zum Böhmischen Landtag
- 1911–1918: Abgeordneter des Abgeordnetenhauses im Reichsrat (XII. Legislaturperiode), Wahlbezirk Böhmen 127, Deutscher Nationalverband (Deutsche Agrarpartei)
- 1935–1938: Senator im tschechoslowakischen Parlament
- Obmann des forst- und landwirtschaftlichen Bezirksvereines in Landskron

## Politische Mandate
- 21. Oktober 1918 bis 16. Februar 1919: Mitglied der Provisorischen Nationalversammlung, DnP